# Unreal (End of You)
Unreal è il primo album del gruppo musicale finlandese alternative rock End of You, pubblicato nel 2006 dalla Spinefarm.

## Il disco
In questo disco, si ritrova lo stesso stile che è stato presentato con l'album demo Walking with No One. Le tracce Walking with No One, Liar, Twisted Mind e Time to Say sono dei remake delle versioni presenti nell'album demo.

## Tracce
1. All Your Silence – 5:09
2. Upside Down – 4:21
3. Before – 5:00
4. Walking With No One – 3:35
5. Rome – 4:06
6. Liar – 4:13
7. Dreamside – 3:45
8. My Absolution – 3:55
9. Twisted Mind – 4:00
10. Time to Say – 8:07

- bonus: Online (edizione Digipak) - 5:13

### Singoli
- Walking with No One (uscito il 4 gennaio 2006)
- Upside Down (uscito l'8 marzo 2006)

### Videoclip
- Twisted Mind
- Liar
- Walking with No One

## Formazione
- Jami Pietilä - voce
- Jani Karppanen - chitarra
- Joni Borodavkin - tastiere
- Timo Lehtinen - basso
- Mika Keijonen - batteria

### Ospiti
- Anniina Karjalainen - cori in Twisted Mind e Liar